# Coryphantha echinoidea
Coryphantha echinoidea, conocida comúnmente como biznaga de pezón partido potosina o biznaga partida erizoide, es una especie de planta suculenta perteneciente al género Coryphantha, dentro de la familia Cactaceae. Es endémica del noreste de México.

## Descripción
Coryphantha echinoidea es una especie de cactus pequeño y solitario. Los tallos son globosos o con forma de huevo, tienen la epidermis de color verde opaco y el ápice está cubierto de algo de lana blanca. Miden de 5 a 6 cm de altura e igual diámetro.

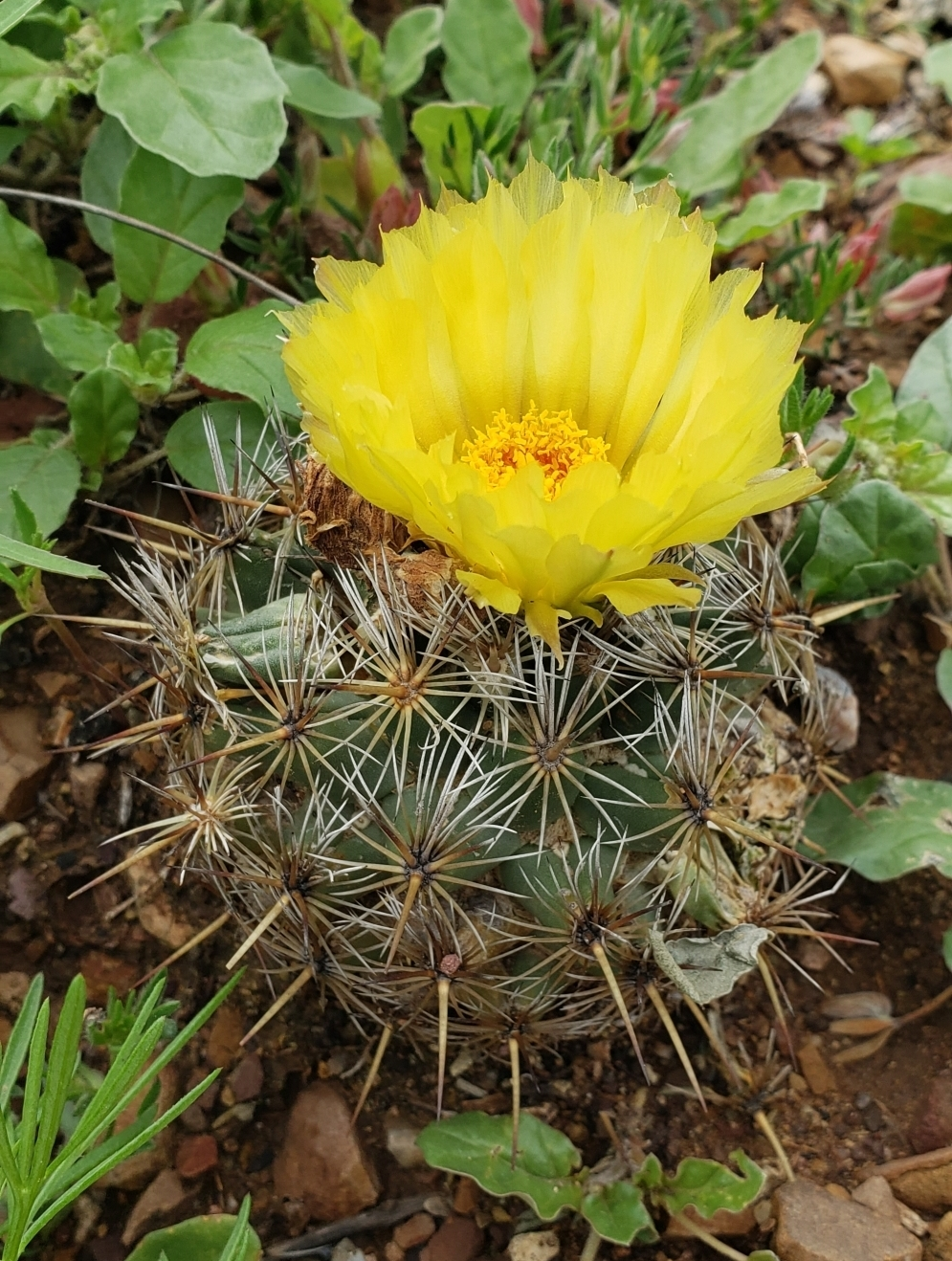
Planta en flor

Los tallos están cubiertos de tubérculos cónicos de 1 cm de altura y hasta 1,2 cm de ancho en su base. Están surcados y las axilas jóvenes, aunque presentan algo de lana blanquecina, con el tiempo se vuelven desnudas. En la punta de los tubérculos se asientan las areolas elípticas, las cuales presentan espinas y de 1 a 3 glándulas de néctar de color rojo que atraen a las hormigas.
De entre las espinas, se distinguen de 1 a 3 espinas centrales rectas o curvadas hacia abajo, de 1 a 1,5 cm de largo, de color rojizo a marrón con las puntas más oscura. También hay de 20 a 24 espinas radiales de color blanco a gris, con las punta oscura. Tienen forma de aguja, son flexibles, rectas o ligeramente curvadas hacia abajo y tienen una longitud de 1 a 1,4 cm.
Las flores son grandes y amarillas. Miden de 5 a 6 cm de diámetro, aparecen en el ápice de los tallos y emiten una fragancia dulce. Los frutos son de color verde opaco, tienen forma de maza y miden hasta 1,5 cm de largo. En su interior contienen semillas reniformes, de color pardo oscuras y brillosas.

## Distribución y hábitat
El área de distribución nativa de esta especie es el noreste de México y crece principalmente en biomas desérticos o de matorral seco.

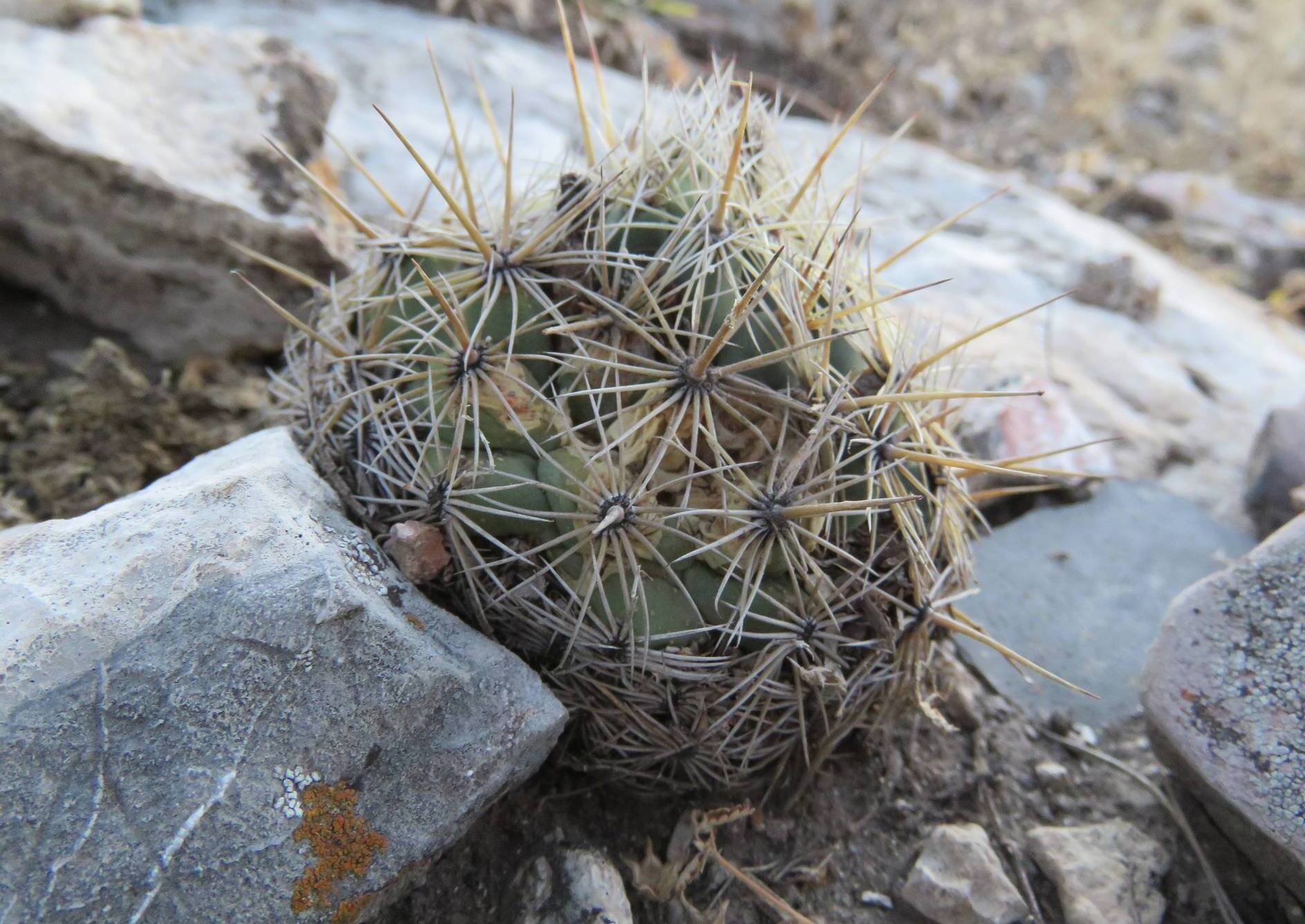
Planta en su hábitat

Se desarrolla a elevaciones de 1800 a 2350 metros sobre el nivel del mar, sobre suelos de grava caliza de las laderas más bajas de las colinas.

## Taxonomía
La primera descripción de esta especie fue como Mammillaria echinoidea, publicada en 1913 por el botánico alemán Leopold Quehl en la revista botánica Monatsschrift für Kakteenkunde 23: 42.
Posteriormente, los botánicos estadounidenses Nathaniel Lord Britton y Joseph Nelson Rose colocaron la especie en el género Coryphantha, pasando a llamarse Coryphantha echinoidea y anotando estos cambios en el libro The Cactaceae; descriptions and illustrations of plants of the cactus family 4: 30 en el año 1923.
Etimología
- Coryphantha: nombre genérico que deriva del griego coryphe (que significa 'cima' o 'cabeza'), y anthos (que significa 'flor'), haciendo referencia a que las flores aparecen en el ápice de los tallos.
- echinoidea: epíteto específico que proviene de las palabras griegas echinos (que significa 'erizo'), y oides (que significa 'similar' o 'parecido a'), haciendo referencia al hábito espinoso de la especie.[8][9]

## Estado de conservación
En la Lista Roja de Especies Amenazadas de la UICN, la especie está clasificada como de “Preocupación Menor (LC)”. No se conocen amenazas importantes para la conservación de esta especie.

## Usos
Se cultiva principalmente como planta ornamental y su propagación se realiza a través de semillas.
Se cultiva fácilmente en compost normal para cactus y requiere buen drenaje. En condiciones de humedad, la exudación de néctar (si las hormigas no lo eliminan por completo) puede provocar la formación de moho, que produce una coloración negra en la epidermis.